# 줄리엣 랜다우
줄리엣 랜다우(Juliet Landau, 1965년 3월 30일 ~ )는 미국의 배우이다.

## 출연 작품

### 드라마
- 미녀와 뱀파이어

### 영화
- 에드우드